# دعا برای رولربویز
دعا برای رولربویز (به انگلیسی: Prayer of the Rollerboys) فیلمی محصول سال ۱۹۹۰ و به کارگردانی ریک کینگ است. در این فیلم بازیگرانی همچون کوری هایم، پاتریشا آرکت، جولیوس هریس، جاش تاد هانتر، مارک پلگرینو و آرون آیزنبرگ ایفای نقش کرده‌اند.